# Stadsmuseum Schwabach
Het Stadsmuseum Schwabach is museum in Schwabach in de Duitse deelstaat Beieren. Het gaat in op de culturele en economische geschiedenis van Schwabach en op personen met betekenis voor de stad.

## Achtergrond
In 1904 werd de Geschichts- und Heimatverein Schwabach opgericht die de eerste stukken bij elkaar bracht van een verzameling die in  1957 als basis diende bij de oprichting van het museum. In 1994 werd het verhuisd naar de voormalige Amerikaanse O'Brien-kazerne. Het bestaat uit drie verdiepingen en een bijgebouw.

## Collectie
Het museum toont een deel van haar vaste collectie. Er is een speciale deelcollectie aan de stadsgeschiedenis van 1914-1945 gewijd. Daarnaast houdt het tijdelijke exposities en organiseert het activiteiten. Een voorbeeld van een activiteit voor kinderen was rond Pasen 2017 het kijken naar kuikens die uit het ei komen. Delen uit de collectie zijn bijvoorbeeld:
Ambachten en industrieEr is een verzameling te zien is met historische ambachtelijke voorwerpen van de gildes, waarbij met name de ijzer- en goudbewerking een belangrijke rol speelt. Ook is er een zaal ingericht met machineonderdelen en is een deel gewijd aan de zeepproductie in Schwabach.
BladgoudDe ambacht met bladgoud is historisch van betekenis in de stad. In het museum komt dit tot uitdrukking in een Gouden Box waarin demonstraties worden gegeven met goudbewerking. Voor deze ruimte is inschrijving vooraf vereist.
Carl Wenglein (1882-1935)Aan de fabrikant en natuurbeschermer Carl Wenglein is een afdeling gewijd. Hij was in 1931 de oprichter van de Weltbund für Natur und Vogelschutz. Zijn nalatenschap kwam in 1957 in het bezit van het museum.
EierencollectieHet museum beschikt over een collectie van rond 10.000 eieren, die bestaat uit de Wenglein-collectie uit 1957 en een verzameling uit 1986 met een volkenkundige en decoratieve betekenis. Het gaat zowel om eieren van vogels als reptielen. Daarnaast worden curiositeiten getoond, waaronder een Fabergé-ei dat bekend staat als het Vredesei van Gorbatsjov.
ModeltreinenOp een oppervlakte van 800 m² zijn modeltreinen van het merk Fleischmann te zien. De collectie bestaat uit meer dan 2.000 objecten en 6 kleine spoortrajecten.
Koloniaal Oost-AfrikaHet museum beschikt over de collectie Mühlhäuser met stukken uit de koloniale tijd van Duitsland in Oost-Afrika. Deze zijn alleen in een brochure of op aanmelding vooraf te bezichtigen.
Adolf von Henselt (1814-1889)Aan de pianist en componist Adolf von Henselt zijn de Henselt-Studio en het Henselt-archief gewijd. Er wordt een audiovisuele presentatie van de musicus getoond en voor onderzoekers zijn er 30 originele en 560 gekopieerde brieven in te zien, evenals documenten en een verzameling boeken.
Het Amerikaanse leger in de stad (1945-1992)Schwabach behoorde na de Tweede Wereldoorlog tot de Amerikaanse bezettingszone. Het Amerikaanse leger was in die tijd in dit pand gevestigd, dat toen nog de O'Brien Baracks heette. Hieraan is een deel van de collectie gewijd.